# Wallen (Dithmarse)
Pour les articles homonymes, voir Wallen (homonymie).
Wallen est une commune allemande de l'arrondissement de Dithmarse, Land de Schleswig-Holstein.

## Géographie
Wallen se trouve sur l'Eider.

## Source, notes et références
- (de) Cet article est partiellement ou en totalité issu de l’article de Wikipédia en allemand intitulé « Wallen (Dithmarschen) » (voir la liste des auteurs).